# Mąż swojej żony
Pour plus de détails, voir Fiche technique et Distribution.
Mąż swojej żony (Le mari de sa femme) est un film polonais de Stanisław Bareja sorti en salles le 4 avril 1961.

## Synopsis
Michał Karcz, un compositeur qui remporte des succès, reste dans l'ombre de sa femme, Jadwiga Fołtasiówna, une sprinteuse célèbre. Cette situation affecte négativement leur mariage. De plus leur appartement est constamment occupé par l'entraîneur de Jadwiga, Mamczyk et le boxeur Ciapuła et tous les sujets de conversation tournent autour de sport. De plus, un jour dans leur foyer s'installe une bonne envoyée par Mamczyk qui a pour l'objectif de prendre soin de Jadwiga et de son mode de vie sportif. La bonne effectue sa mission avec un excès de zèle. En outre le professeur Trębski, un ami de Michał arrive avec sa fille. Michał et Jadwiga se séparent. Un jour lors d'une altercation Michał met K.O. Ciapuła ce qui fait la une des journaux. Finalement les époux se réconcilient et Michał part à l'étranger pour diriger son concert.

## Fiche technique
- Titre original : Mąż swojej żony
- Réalisation : Stanisław Bareja
- Scénario : Jerzy Jurandot, Stanisław Bareja
- Musique : Marek Sart
- Photographie : Jan Janczewski
- Montage : Krystyna Rutkowska
- Décors : Wojciech Krysztofiak
- Costumes : Katarzyna Chodorowicz
- Société de production : Zespół Filmowy Rytm
- Pays d'origine :  Pologne
- Langues originales : polonais
- Genre :  Comédie
- Format : noir et blanc
- Durée : 94 minutes
- Dates de sortie : 4 avril 1961

## Distribution
- Bronisław Pawlik − Michał Karcz
- Aleksandra Zawieruszanka − Jadwiga Fołtasiówna-Karcz, le femme de Michał
- Mieczysław Czechowicz − Mamczyk, l'entraîneur de Jadwiga
- Jan Koecher − le professeur de musique Trębski, l'ami de Michał
- Elżbieta Czyżewska −  Renata, la fille du professeur
- Wanda Łuczycka − Kowalska, la bonne des Karcz
- Wiesław Gołas −  le boxeur Józek Ciapuła
- Irena Orzecka − la grand-mère de Józek Ciapuła
- Jerzy Duszyński −  Kurkiewicz, le journaliste sportif
- Bohdan Tomaszewski − lui-même, commentateur sportif
- Feliks Stamm – l'entraîneur de Józek Ciapuła
- Helena Dąbrowska − la voisine qui regarde la télévision chez les Karcz
- Stefan Bartik − le supporteur Skrobiszewski
- Janusz Paluszkiewicz − le réceptionniste d'hôtel
- Maria Kaniewska − la femme de ménage
- Lech Ordon − le plombier
- Wojciech Pokora – le peintre Mietek
- Jan Tadeusz Stanisławski – le voisin qui regarde la télévision chez les Karcz ; (non crédité)
- Bronisław Darski – le supporteur dans un restaurant